# 陈愉庆
陈愉庆（1947年—），笔名达理（与马大京合用)，女，浙江奉化人，生于上海，中国作家，曾任中国作家协会理事，中国作家协会辽宁分会副主席。